# Почесний знак Служби повітряного захисту

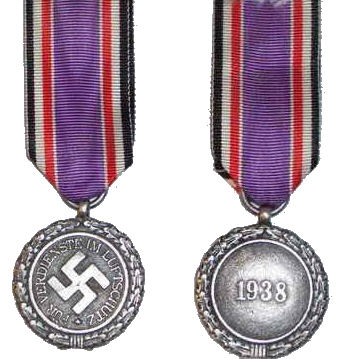
Почесний знак 2-го ступеня

Почесний знак протиповітряної оборони (нім. Luftschutz-Ehrenzeichen) — нагорода Третього Рейху для учасників цивільної організації — Служби повітряного захисту.

## Історія
Нагорода заснована Адольфом Гітлером 30 січня 1938 року, щоб відзначити заслуги співробітників цивільної служби, яка відповідала за підготування населення до авіанальотів і пов'язані з цим міри безпеки.
Існувало 2 ступені нагороди:
- Знак 2-го ступеня — за особливі заслуги в здійсненні ППО;
- Знак 1-го ступеня — за видатні заслуги в здійсненні ППО.

## Опис
Знак 2-го ступеня — кругла медаль срібного кольору діаметром 40 мм, обрамлена вінком з дубового листя. На аверсі — свастика, оточена надписом FÜR VERDIENSTE IM LUFTSCHUTZ (укр. ЗА ЗАСЛУГИ У ЗАХИСТУ ПОВІТРЯ).
Знак 1-го ступеня — рівносторонній позолочений хрест з розширеними і заокругленими кінцями. Посередині хреста — свастика. Посередині між краями і центром хреста — коло з написом FÜR VERDIENSTE IM LUFTSCHUTZ.
Знак носили на світло-фіолетовій стрічці з біло-червоно-чорними краями на лівому боці грудей.
Разом із нагородою нагороджений отримував підписаний Гітлером сертифікат.

## Умови нагородження
Право на отримання знаку мали військовослубовці вермахту і працівники державних та цивільних служб, пов'язаних із протиповітряною обороною, серед них:
- військовослужбовці люфтваффе, задіяні в ППО
- співробітники служби спостереження за повітряним простором
- співробітники служб повітряного захисту заводів
- працівники допоміжних служб повітряного захисту
- інструктори Служби повітряного захисту тощо.

Обов'язковою умовою для нагородження знаком була служба у Службі повітряного захисту протягом щонайменше 4 років, однак самої вислуги років було недостатньо.
Право на нотримання нагороди мали також іноземці, які брали участь в ППО Німеччини.

## Сучасний статус
Відповідно до закону Німеччини про порядок нагородження орденами та про порядок носіння від 26 липня 1957 року (нім. Gesetz uber Titel, Orden und Ehrenzeichen) носіння знаку/медалі дозволяється у денацифікованому вигляді — без свастики.

## Відомі нагороджені

### Нагороджені знаком 1-го ступеня[1]
- Герман Герінг
- Фрідріх Гільдебрандт — нагороджений знаками обох ступенів одночасно.
- Ергард Мільх — нагороджений знаками обох ступенів одночасно.

### Нагороджені знаком 2-го ступеня[2]
- Курт Гермер (1942) — співробітник ППО Лейпцига.
- Отто Гізеке
- Йозеф Гойц
- Отто Кушов
- Герман Мюллер
- Курт Мюллер (27 листопада 1941) — співробітник Німецького Червоного Хреста.
- Фріц Ремерт (20 червня 1942) — керівник місцевої служби ППО.
- Курт Шрайбер
- Ельзбет Шуленбург-Вільке (27 листопада 1941) — керівник 8-го резервного батальйону спостереження.
- Йоганн Штаммен
- Карл Штіль (1944) — співробітник служб ППО.
- Віллі Томас (1945) — лікар служби ППО.
- Гельмут Вагнер
- Ганна Вернер (25 лютого 1942) — інструктор ППО.